# Трудовой (Даманка)
Трудово́й — бывший хутор в Крымском районе Краснодарского края России. Включён в границы хутора Даманка Молдаванского сельского поселения, фактически представляет собой отдельный микрорайон длиной в одну улицу.

## География
Бывший хутор Трудовой, вытянувшись вдоль одной улицы с юго-запада на северо-восток, расположен к югу и юго-востоку от основной застройки хутора Даманка, микрорайоном которого он является. Сама Даманка стоит на возвышенности между истоками реки Прохладной (приток реки Псиф) на западе и долиной реки Кудако на востоке и юго-востоке. Трудовой, таким образом, расположен на склонах этой возвышенности, спускающихся к долине Кудако. На этих же склонах юго-восточнее находится нежилой хутор Подгорный, на востоке, уже в самой долине — хутор Долгождановский, далее, уже на другом берегу реки — село Русское. На Кудако выше по течению (южное направление от Трудового) устроена запруда и имеется небольшое водохранилище (встречаются имена — озеро Греческое, озеро Новокрымское), над которым на плато стоит хутор Новокрымский. К юго-западу от микрорайона Трудового идёт неуклонное повышение рельефа предгорий западной части Кавказских гор (ближайшая крупная вершина здесь — 324,6 м). Предгорья густо поросли лесом, растут дуб и граб. Напротив, в северо-восточном направлении, в сторону Закубанской наклонной равнины, происходит понижение рельефа. На северо-востоке, за Даманкой, находится хутор Прохладный.

## История
В данных переписи 1926 года хутор Трудовой у Даманки не встречается. К началу Великой Отечественной войны, однако, хутор уже существовал, входя вместе с хутором Даманка в Кеслеровский сельский совет, и насчитывал 24 хозяйства. В 1943 году Трудовой, как и все окрестные населённые пункты, входил в систему оборонительных укреплений так называемой «Голубой линии». В ходе Новороссийско-Таманской операции 16 сентября 1943 года 63-я танковая бригада из состава 56-й армии, выйдя в район западнее хутора Прохладный, подавила затем огонь артиллерийской батареи противника, действовавшей из леса со стороны хутора Долгождановский, и овладела к концу дня хуторами Долгождановским, Таманским (Даманским), Трудовым и колхозом имени Сталина (ныне хутор Орджоникидзе к западу от Даманки).
На рубеже 1970-х годов Трудовой вместе с Даманкой, Орджоникидзе и селом Русским был передан из Кеслеровского сельсовета в Молдаванский, который в 1990-х годах был преобразован в Молдаванский сельский округ, с центром в селе Молдаванское. После муниципальной реформы Трудовой оказался, вместе с соседней Даманкой, в границах Молдаванского сельского поселения. Однако в состав Молдаванского сельского поселения вошёл ещё один хутор Трудовой, ранее входивший в состав Киевского сельского округа и находящийся севернее, недалеко от села Киевское. В официальных данных переписи 2010 года хутор Трудовой, расположенный рядом с Даманкой, учтён в её составе как «бывший х. Трудовой ч. 2» — то есть, самостоятельным населённым пунктом он к моменту переписи не являлся, выступая, фактически, лишь как микрорайон Даманки. Таким образом, официально в составе Крымского района и Молдаванского сельского поселения остался один хутор Трудовой, тогда как второй вошёл в состав Даманки. В то же время, практика именования двух хуторов с одинаковым названием в границах одного района и одного сельского поселения — с уточняющим добавлением «часть 1» или «часть 2» — позволяет предположить, что, возможно, нынешний микрорайон Трудовой, именующийся всегда именно как «хутор Трудовой (часть 2)», исторически возник как выселок того хутора Трудового, что расположен севернее и сохранился как самостоятельный населённый пункт.

## Население
По состоянию на 1985—1988 годы население хутора составляло до 60 человек.
| 1999 | 2002 | 2010 |
| ---- | ---- | ---- |
| 64   | 49   | 84   |

В 1999 году в состав хутора входило 27 домохозяйств. Население составляло 64 постоянных жителя и 11 временно-пребывающих.
По данным переписи 2002 года, на хуторе проживало 19 мужчин и 30 женщин, 80 % населения составляли русские.
По данным переписи 2010 года, население бывшего хутора составляло 84 человека, проживали русские (не менее 95 %) и белорусы.

## Комментарии
1. ↑  В базе данных по итогам переписи предоставлена возможность посмотреть её результаты по «хутору Трудовому (часть 2)» отдельно.
2. ↑  См., например Приказ Департамента информатизации и связи Краснодарского края от 13.02.2017 № 20 «Об утверждении перечня местностей Краснодарского края, удалённых от сетей связи» Архивная копия от 1 января 2018 на Wayback Machine.